# 貝氏深海鰩
貝氏深海鰩（学名：Bathyraja bergi），為軟骨魚綱鰩目單鰭鰩科的一種，分布於西北太平洋日本及韓國海域，深度300至1800公尺，體長可達75.6公分，棲息在深海沙泥底質海域，為底棲性魚類，卵生，雌魚會產下雌魚會產下帶有角的長方形卵囊，屬肉食性，生活習性不明。